# 6354 Вангеліс
6354 Вангеліс (6354 Vangelis) — астероїд головного поясу, відкритий 3 квітня 1934 року.
Тіссеранів параметр щодо Юпітера — 3,228.
Названо на честь Вангеліса (англ. Vangelis), справжнє ім’я Ева́нгелос Одіссе́ас Папатанасі́у (грец. Ευάγγελος Οδυσσέας Παπαθανασίου, нар.1943) — грецького клавішника, віолончеліста, флейтиста, гітариста, перкусиста, композитора, аранжувальника, автора текстів, продюсера.